# Ulrich Geißler
Ulrich Geißler, kurz Uli Geißler, (geboren 1956 in München) ist ein deutscher evangelischer Diakon, Kulturpädagoge sowie Buch- und Spieleautor. Er arbeitete vor allem in der Kinder- und Jugendarbeit der Evangelisch-Lutherischen Kirche in Bayern. Neben zahlreichen Büchern über Spiele und Freizeitaktivitäten veröffentlichte er auch einige teils erfolgreiche Spiele.

## Biografie
Ulrich Geißler wurde 1956 in München geboren und besuchte verschiedene Schulen in Schleißheim, Freising und München. Seine Ausbildung zum Heilerziehungshelfer und Erzieher machte er in Rummelsberg an der Fachakademie für Sozialpädagogik und Rummelsberger Diakonie. 1979 wurde er nach dem 2. Diakonenexamen zum Diakon eingesegnet, danach ging er für 18 Monate in den Zivildienst in den Pflegeheimen Auhof, einer Einrichtung für Menschen mit geistiger Beeinträchtigung. An der Akademie in Remscheid erwarb er später noch den Abschluss zum Spielpädagogen sowie weitere Jahre danach die Qualifikation zum Kulturberater und Kulturpädagogen.
Seine ersten Jahre als Diakon absolvierte Geißler in der Kirchengemeinde Unterhaching. 1987 wurde er Dekanatsjugendreferent im Dekanat Neu-Ulm und war dort zuständig für die Jugendarbeit. Während dieser Tätigkeit entwickelte er die Brettspielveranstaltung „Komm, spiel mit“ und war 30 Jahre lang deren Projektleiter. 1995 zog er nach Fürth und war von 1995 bis 2015 Landesreferent der Evangelisch-Lutherischen Kirche in Bayern für die „Arbeit mit Kindern / Kinder- und Jugendkulturarbeit“. Er wurde Mitbegründer der Arbeitsgemeinschaft „Spiel und Theater“ in der Evangelischen Jugend in Bayern und zuständig für landesweite Kinder- und Jugendkulturprojekte. Zudem war er unter anderem zuständig für die Leitung des Kinderprogramms beim Deutschen Evangelischen Kirchentag in München. Von 2008 bis 2014 war er zudem Vorstandsmitglied des Bundesverband Kulturarbeit in der evangelischen Jugend in Deutschland e.V. (bka) und von 2016 bis 2020 Ehrenamtskoordinator der Rummelsberger Diakonie für den Arbeitsbereich „Migration und Flüchtlinge“ als letzte Dienststelle, bevor er am 1. Juni 2020 in den Ruhestand ging.
Neben seiner hauptberuflichen Tätigkeit arbeitete Geißler als Fachreferent und Dozent für Spiel-, Kultur- und Gruppenpädagogik, als freier Journalist, Buchautor und Spieleautor sowie in zahlreichen Projekten. Von 1987 bis 2011 war er freier Mitarbeiter bei der Familienzeitschrift Spielen und Lernen. von 1988 bis 2005 beim Spielemagazin Spielbox, von 1991 bis 1993 beim Lifestyle-Magazin MAX sowie von 1996 bis 2015 verantwortlicher Redakteur des MiKi – Magazin für die Arbeit mit Kindern. Als Spieleautor veröffentlichte er 1990 das Gedächtnisspiel PaterNoster, das bei F.X. Schmid sowie später bei Ravensburger verlegt wurde. Bis 2006 folgten mehrere weitere Spiele, darunter das in die Auswahlliste des Kinderspiel des Jahres 2003 aufgenommene Kinderspiel Der Krähenschatz.

## Bücher (Auswahl)
- Tausendfüßler’s Taschentuch. Ökotopia Verlag, 1990.
- Spiel und Spaß zu Hause. Falken Verlag, 1990.
- Spiel und Spaß auf Reisen. Falken Verlag, 1990.
- Jetzt geht's rund. Ökotopia Verlag, 1992.
- Jolly Joggers und Lilly Lindes großes, grasgrünes Umwelt-Spiel- und Spaßbuch. Ökotopia Verlag, 1994.
- Achtung Aufnahme. Rowohlt Taschenbuch Verlag, 1995
- Wilde Spiele. Ökotopia Verlag, 1995.
- Das große Ravensburger Spielebuch. Ravensburger Buchverlag, 2001.
- Das große Ravensburger Natur-Spielebuch. Ravensburger Buchverlag, 2003.
- 100 tolle Kinderspiele. Ravensburger Buchverlag, 2004.
- Trau dich: Spring über deinen Schatten. Loewe Verlag, 2008.
- Klein, aber ohooo, Loewe Verlag. Loewe Verlag, 2008.
- Meine Tiergeschichten aus der Bibel. Verlag in der Thienemann Verlag GmbH, 2011
- Irgendwas. Rex Verlag, Luzern 2011.
- Seilerei Rex Verlag, Luzern 2011.
- Das Krokodil liebt Eis am Stiel. Habermaaß, Bad Rodach 2018.
- Knax Brax von Wackernaggs – Ritter-Reimgeschichte. Neopubli, Berlin 2024.
- Knax Brax Ritter von Wackernaggs – Ritterleben, Kaiserschmarrn. Neopubli, Berlin 2024.
- Wilhelmine Quatschturbine spielt ein ganzes Jahr verrückt. Neopubli, Berlin 2024.

## Ludographie
Uli Geißler veröffentlichte mehrere Brettspiele, die unter anderen von den Publikumsverlagen F.X. Schmid / Ravensburger, HABA, Piatnik und dem Zoch Verlag verlegt wurden. Mehrere Spiele mit christlichen Themen erschienen bei dem Spezialverlag üljo:
- 1990: PaterNoster (F.X. Schmid)
- 1992: Am Ende des Regenbogens (Ökotopia)
- 1993: Geschenke aus Gottes Hand (üljo)
- 1994: Käpt’n Jan (HABA)
- 1994: Josef und seine Brüder (üljo)
- 1997: Fantomimo (HABA)
- 1998: Wolli, das verlorene Schäfchen (üljo)
- 1998: Mucki Maulwurf gräbt sich durch! (Piatnik)
- 1998: Think: Paternoster (Ravensburger; Neuauflage von PaterNoster)
- 1999: Pepe Postflieger (HABA)
- 2001: Zeichen und Wunder (üljo)
- 2003: Der Krähenschatz (Zoch Verlag)
- 2006: Jona und der große Fisch (üljo)
- 2006: Think: Cocktail (Ravensburger)

## Belege
1. 1 2 3  Vita auf der offiziellen Website von Uli Geißler, abgerufen am 14. Oktober 2024.
2. 1 2 3 4  Ulrich Geißler im fuerthwiki.de, abgerufen am 14. Oktober 2024.
3. ↑  Veröffentlichungen von Uli Geißler auf boardgamegeek.com, abgerufen am 14. Oktober 2024.